# 俄罗斯军区

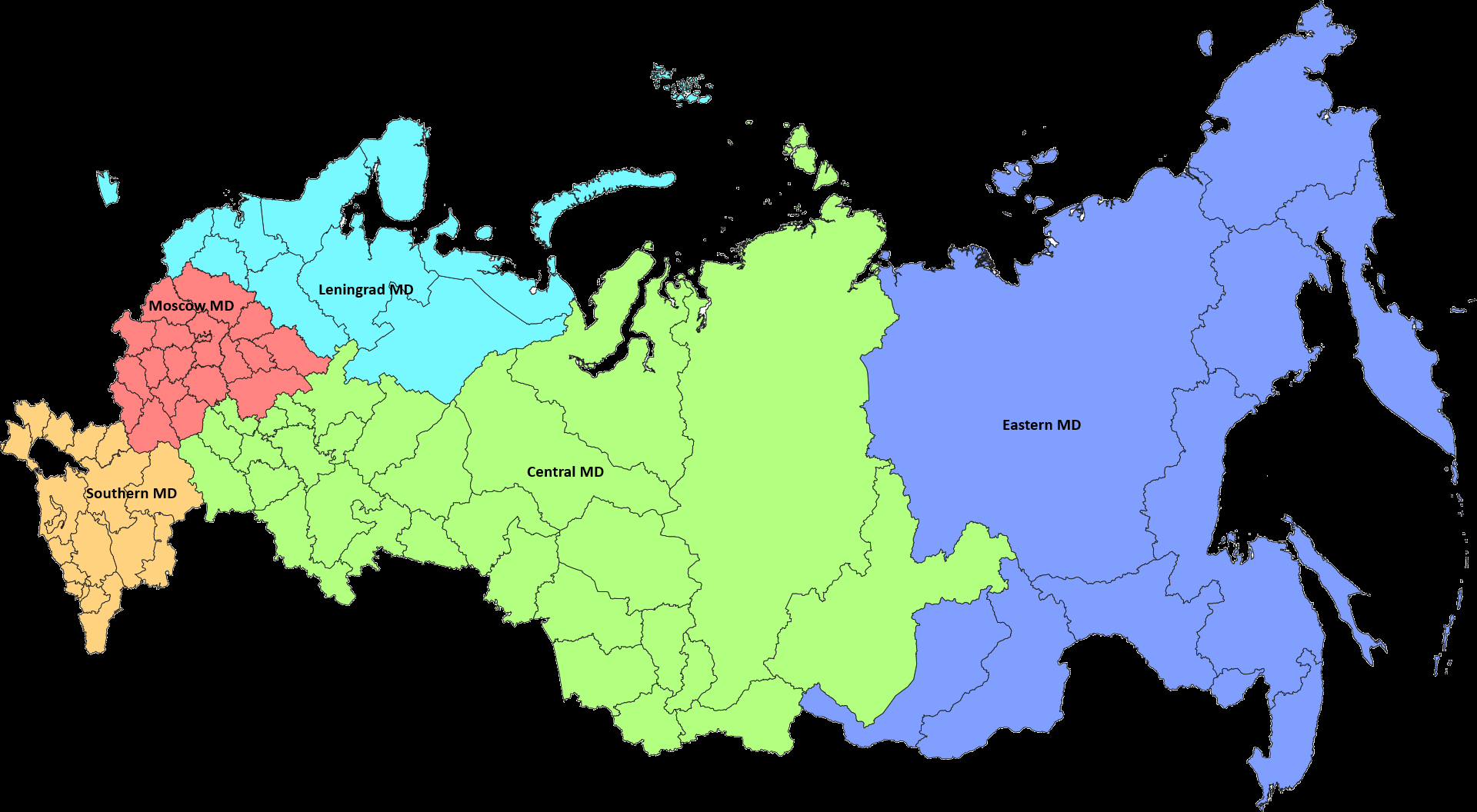
2024年的俄罗斯军区

俄罗斯军区是俄罗斯作为俄罗斯武装力量的行政区划的一个系统。每个地区都有一个基于俄罗斯联邦主体的地理区域，以及一个管理各自领土内军事组织的总部。目前俄罗斯有五个军区：列宁格勒军区、莫斯科军区、南部军区、中央军区、东部军区。

## 军区列表

### 1998-07-27
根据1998年7月27日№ 900俄罗斯联邦总统令。俄罗斯军区建立。
- 列宁格勒军区
- 莫斯科军区（英语：Moscow Military District）
- 北高加索军区（英语：North Caucasus Military District）
- 伏尔加军区（英语：Volga Military District）
- 乌拉尔军区（英语：Urals Military District）
- 西伯利亚军区（英语：Siberian Military District）
- 远东军区
- 加里宁格勒特别区（英语：Kaliningrad Special Region）

### 2001-09-01

2001年—2010年的俄罗斯军区

根据2001年3月24日№ 337с俄罗斯联邦总统令
伏尔加军区和乌拉尔军区合并为伏尔加-乌拉尔军区。
根据2008年12月12日№ 1764俄罗斯联邦总统令，在联邦主体合并后更改对应军区名称。
- 列宁格勒军区
- 莫斯科军区（英语：Moscow Military District）
- 北高加索军区（英语：North Caucasus Military District）
- 伏尔加-乌拉尔军区（英语：Volga–Ural Military District）
- 西伯利亚军区（英语：Siberian Military District）
- 远东军区
- 加里宁格勒特别区（英语：Kaliningrad Special Region）

### 2010-09-01

2010年9月的俄罗斯军区

列宁格勒军区、莫斯科军区和加里宁格勒特别区合并组建为西部军区。
- 西部军区
- 北高加索军区（英语：North Caucasus Military District）
- 伏尔加-乌拉尔军区（英语：Volga–Ural Military District）
- 西伯利亚军区（英语：Siberian Military District）
- 远东军区

### 2010-12-01

2010年12月的俄罗斯军区

自2010年12月1日起，根据2008年俄罗斯军事改革的建议，除西部军区外的所有军区都被三个更大的军区所取代。中央军区由伏尔加-乌拉尔军区和西伯利亚军区的大部合并而成，其余部分（布里亚特共和国和扎巴卡尔斯基边疆区）转移到远东军区，组成东部军区。北高加索军区被南部军区取代。该改革是根据2010年9月20日№ 1144俄罗斯联邦总统令进行的。
- 西部军区，总部位于圣彼得堡
- 南部军区，总部位于顿河畔罗斯托夫
- 中央军区，总部位于叶卡捷琳堡
- 东部军区，总部位于伯力

### 2014-04-02

2014年4月的俄罗斯军区

南部军区在俄罗斯合并克里米亚後将管辖范围扩大到克里米亚共和国和塞瓦斯托波尔。

### 2014-12-15

2016年的俄罗斯军区

2014年12月15日，俄罗斯海军北方舰队从西部军区撤出，其管辖范围扩大，组成北方舰队联合战略司令部。新的军事指挥部包括摩尔曼斯克州、阿尔汉格尔斯克州和北冰洋的众多俄罗斯岛屿。

- 北方舰队联合战略司令部，总部位于北莫爾斯克
- 西部军区，总部位于圣彼得堡
- 南部军区，总部位于顿河畔罗斯托夫
- 中央军区，总部位于叶卡捷琳堡
- 东部军区，总部位于伯力

### 2023-02-02
南部軍區擴大到包括頓涅茨克人民共和國、盧甘斯克人民共和國、扎波罗热州和赫尔松州。

### 2024-02-26

2024年的俄罗斯军区

2024年2月26日，普京签署第63号俄联邦总统命令，对2017年4月19日的177号总统令——“关于俄罗斯军区条例”的内容进行修订，拆分西部军区，重新建立列宁格勒军区和莫斯科军区，計劃從2023年6月已經開始籌備。同時撤消北方舰队联合战略司令部，其地面部队劃歸列宁格勒军区指挥。另外亦取消「俄罗斯军区」的跨军兵种地位，包括北方艦隊、波羅的海艦隊、黑海艦隊、太平洋艦隊、裏海分艦隊在内的海军、空天军全部撤出军区指挥编制，劃歸军種最高司令部指挥。同時防空部队将建立自己的最高司令部，统一指挥体系。
- 列宁格勒军区
- 莫斯科军区（英语：Moscow Military District）
- 南部军区，总部位于顿河畔罗斯托夫
- 中央军区，总部位于叶卡捷琳堡
- 东部军区，总部位于伯力